# Acord tríada
Un acord tríada és un acord format per tres sons diferents que guarden una relació intervàl·lica determinada entre ells: sempre en sentit ascendent, normalment entre el primer so i el segon hi ha un interval de tercera, i entre el segon i el tercer hi ha un altre interval de tercera; la suma de tots dos dona un interval de quinta. La nota que dona nom a l'acord i amb la qual es fonamenta l'estructura harmònica s'anomena fonamental; la següent nota, a distància de 3a s'anomena tercera, i la darrera nota s'anomena quinta. Segons com siguin aquests intervals s'obtenen diferents tipus d'acords tríades:
- Acord major o perfecte major: tercera major i quinta justa.
- Acord menor o perfecte menor: tercera menor i quinta justa.
- Acord de quinta disminuïda: tercera menor i quinta disminuïda.
- Acord de quinta augmentada: tercera major i quinta augmentada.

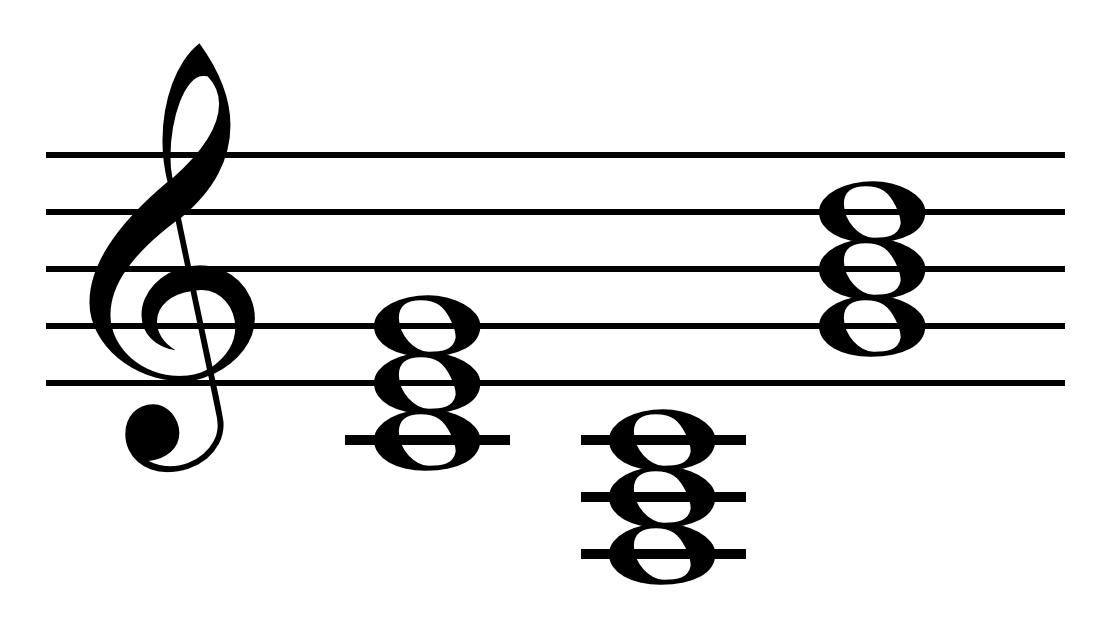
Tríades de do, fa i sol. Pertanyents a la tonalitat de Do Major.

Els acords majors i menors són considerats per l'harmonia tradicional com a acords consonants mentre que els altres tenen consideració de dissonants.
Els acords poden estar en diferents posicions, és a dir, amb les notes col·locades en un ordre diferent de l'original; és el que anomenem inversions:
- Estat fonamental: l'acord es troba en el seu estat normal, amb la fonamental com a nota més greu.
- 1a inversió: la tercera de l'acord es troba com a nota més greu de les tres.
- 2a inversió: la quinta de l'acord es troba com a nota més greu de les tres.

També existeixen altres tipus d'acords tríades, que no estan formats per terceres; és el cas dels acords sus 2 (un interval de 2a Major substitueix a la tercera de l'acord) i sus 4 (un interval de 4a Justa substitueix a la tercera de l'acord).